# Guiorgui Gotxoleixvili
Guiorgui Gotxoleixvili (georgià: გიორგი გოჩოლეიშვილი; nascut a Kutaissi el 14 de febrer de 2001) és un futbolista professional georgià que juga com a defensa a l'Hamburg SV de la Bundesliga, cedit pel Shakhtar Donetsk, i a la selecció nacional de Geòrgia.

## Trajectòria

### Saburtalo
Tot i néixer a Kutaissi, Guiorgui Gotxoleixvili es va formar com a futbolista als equips inferiors del Saburtalo Tbilisi. Va debutar amb el primer equip en el partit de la primera ronda de classificació de la Lliga Europa de la UEFA 2020-21 contra els xipriotes de l'Apollon Limassol el 27 d'agost de 2020, on el Saburtalo va perdre per 5-1. El seu primer partit de la Lliga Erovnuli amb el Saburtalo va ser el 13 de setembre de 2020 contra el Merani Tbilisi, que va acabar amb un empat 0-0. El 2021, quan ja era un titular habitual, Gotxoleixvili va guanyar el seu primer torfeu amb el Saburatlo, la Copa de Geòrgia 2021 després d'una victòria per 1-0 contra Samgurali Tsqaltubo a la final.
A finals de 2022, Gotxoleixvili va ser seleccionat al millor onze de la temporada 2022 a l'Erovnuli Liga.
En total va jugar 85 partits, va marcar 8 gols i va fer 12 assistències amb el Saburtalo de Tbilisi.

### Shakhtar Donetsk
El novembre de 2022 va signar un contracte de cinc anys amb el Shakhtar Donetsk de la Premier League ucraïnesa a partir de l'1 de gener de 2023. Va debutar amb el Shakhtar Donetsk contra Minaj el 28 de febrer de 2023.
Gotxoleixvili va marcar el seu primer gol amb el Shakhtar en un empat 2-2 contra el Chernomorets Odessa el 2 d'abril de 2023. En el seu primer partit de la Lliga de Campions contra el Barcelona el 8 de novembre, Gotxoleixvili va fer un gran partit, donant l'assistència de a l'únic gol del partit i posteriorment va ser nomenat Equip de la Setmana de la Lliga de Campions. Ha guanyat dues lligues i una copa amb el Shakhtar.

### Cessions
El 29 de juliol de 2024, el Copenhague de la Superlliga Danesa va anunciar la incorporació de Gotxoleixvili, cedit per Shakthar durant una temporada. El jugador va debutar amb el seu nou club en una eliminatòria de la UEFA Conference League contra el Banik Ostrava txec deu dies després.
El maig de 2025, Gotxoleixvili va guanyar amb el Copenhague tant la lliga com la copa de Dinamarca.
El 7 d'agost de 2025, Gotxoleixvili va ser cedit per una temporada a l'Hamburg SV, de la Bundesliga.

## Selecció de Geòrgia
Gotxoleixvili va jugar per primera vegada amb la selecció nacional de futbol sub-21 de Geòrgia en una victòria amistós per 4-1 contra Belarús el març de 2021. Va fer un partit molt destacat en una victòria per 3 a 2 en partit amistós contra Anglaterra el 16 de novembre de 2021, quan va marcar i va donar una assitència. A més, Gotxoleixvili va guanyar el premi al millor gol de l'any, atorgat per la Federació de Futbol de Geòrgia.
Gotxoleixvili va ser convocat per Willy Sagnol amb la selecció absoluta de Geòrgia per primera vegada el novembre de 2022. Gotxoleixvili va debutar amb el seu país en el partit amistós contra el Marroc el 17 de novembre. Va ser convocat a l'equip de Geòrgia que va competir a l'Eurocopa 2024, tot i que no va arribar a debutar.

## Estadístiques

### Clubs
Actualitzat a 10 d'agost de 2025
| Club                  | País      | Any       | Partits | Gols |
| --------------------- | --------- | --------- | ------- | ---- |
| FC Saburtalo Tbilisi  | Geòrgia   | 2020-2022 | 86      | 8    |
| FC Shakhtar Donetsk   | Ucraïna   | 2023-2024 | 36      | 1    |
| FC Copenhague (cedit) | Dinamarca | 2024-2025 | 33      | 1    |
| Hamburg SV (cedit)    | Alemanya  | 2025-2026 |         |      |

### Selecció
Actualitzat a 12 de juny de 2025
| Selecció Nacional | Any   | Partits | Gols |
| ----------------- | ----- | ------- | ---- |
| Georgia           | 2022  | 1       | 0    |
| Georgia           | 2023  | 7       | 0    |
| Georgia           | 2024  | 3       | 0    |
| Georgia           | 2025  | 3       | 0    |
| Total             | Total | 14      | 0    |

## Palmarès

#### Saburtalo Tbilisi
- Copa David Kipiani: 2021

#### Shakhtar Donetsk
- Premier League d'Ucraïna: 2022–23, 2023–24
- Copa d'Ucraïna: 2023-24

#### Copenhague
- Superlliga danesa: 2024-25
- Copa danesa: 2024-25

#### Individual
- Membre de l'equip de la temporada de l'Erovnuli Liga 2022[20]